# لیک کلارک شورز (فلوریدا)
لیک کلارک شورز (به انگلیسی: Lake Clarke Shores) شهرکی در شهرستان پام بیچ ایالت فلوریدا است که در سال ۱۹۵۷ بنیان‌گذاری شده‌است. این شهرک طبق سرشماری سال ۲۰۱۰ میلادی، ۳٬۳۷۶ نفر جمعیت داشته و مساحت آن نیز ۲٫۷ کیلومتر مربع است.